# Andreas Totsås

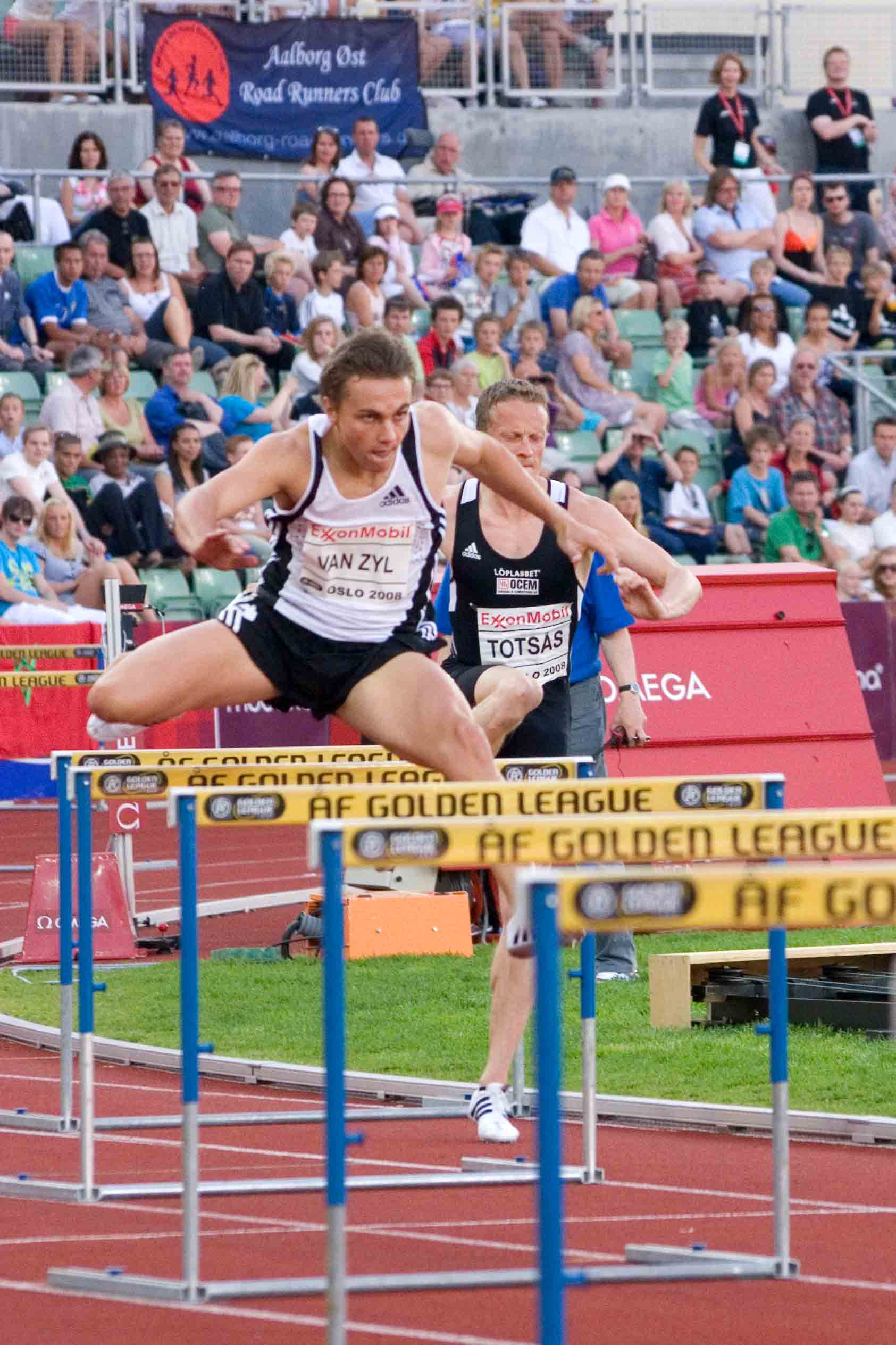
Andreas Totsås (hinten rechts) mit dem Südafrikaner L. J. van Zyl

Andreas Bratland Totsås (* 1. Juli 1981) ist ein norwegischer Hürdenläufer.
Totsås wurde zwischen 2007 und 2010 viermal in Folge norwegischer Meister im 400-Meter-Hürdenlauf. Bei den Leichtathletik-Europameisterschaften 2010 wurde er im Vorlauf disqualifiziert.

## Persönliche Bestzeiten
- 400 m: 48,76 s (2005)
- 400 m Hürden: 50,86 s (2008)[1]